# Horní Těrlicko (zámek)
Zámek v Horním Těrlicku v okrese Karviná se nachází v dolní části obce na břehu vodní nádrže Těrlicko. Zámek byl zapsán do seznamu kulturních památek před rokem 1988.

## Historie
Pozdně barokní objekt byl správcovským sídlem Larisch-Mönnichů a byl vybudován pravděpodobně kolem roku 1800. Po druhé světové válce zámek byl ve správě ministerstva vnitra, po roce 1990 v majetku Policie ČR. Zámek je plně rekonstruován, veřejnosti nepřístupný. V parku zámecké zahrady stojí socha svatého Jana Nepomuckého pravděpodobně z roku 1788.

## Architektura
Jednopatrová stavba obdélného půdorysu s dvojitou mansardovou střechou. Fasády hladké pětiosé, plytkým rizalitem ve střední části fasády. Vchod je v zadní části, nad ním v mansardové střeše je vikýř s obdélníkovým oknem. V čelní (zahradní) fasádě nad rizalitem v mansardové střeše je půlkruhová atika, která byla zdobena zubořezem. 

## Interiér
V přízemí byly valené klenby, zachovalá byla v bývalé kuchyni, v patře stropy ploché.